# Sol Parti
Sol Parti (Eigenschreibweise SOL Parti; deutsch Linke Partei) ist eine revolutionäre, antikapitalistische und sozialistische Partei in der Türkei. Bis zum 22. Dezember 2019 hieß die Partei Özgürlük ve Dayanışma Partisi (deutsch Partei der Freiheit und Solidarität, kurz ÖDP), die durch die Fusion von Devrimci-Yol-Nachfolgeprojekten entstanden ist.

## Politische Ausrichtung
Sol Parti ist das Ergebnis eines Zusammenschlusses des Devrimci-Yol-Nachfolgeprojektes Geleceği Birlikte Kuralım (GBK) und der Birleşik Sosyalist Partisi (BSP), welche wiederum ein Zusammenschluss u. a. ehemaliger Mitglieder der TIP und anderer ehemals prosowjetischer Parteien und Angehöriger anderer linker Gruppen wie Türkiye ve Kuzey Kürdistan Kurtuluş Örgütü und Yeni Yol war, im Jahr 1996.
In den Parlamentswahlen 1999 bekam die Partei lediglich 0,8 % der Stimmen und fiel damit weit unter die Zehn-Prozent-Sperrklausel. Nach internen Problemen im Jahre 2002, welche die Abspaltung mehrerer Gruppen wie der SDP und SEH (die beide die Unterstützung der DEHAP bei den Wahlen favorisierten) zur Folge hatten, erhielt sie 2002 nur 0,34 % der Stimmen. Bei den Kreiswahlen 2004 konnte die ÖDP jedoch in die Parlamente der Provinzen Artvin und Yozgat einziehen. Bei den Parlamentswahlen 2007 gelang dem Parteivorsitzenden Ufuk Uras als Direktkandidat der Einzug ins Parlament, die nicht flächendeckend antretende Partei erreichte lediglich 0,15 % der Stimmen.
International ist sie Mitglied der Europäischen Antikapitalistischen Linken und seit 2007 Vollmitglied der Europäischen Linkspartei.
Die Partei verficht in ihrem Parteiprogramm einen libertären, auf Selbstverwaltung ausgerichteten, internationalistischen, planwirtschaftlich orientierten, ökologischen, antimilitaristischen und feministischen Sozialismus. Ihr Ziel ist es, die Vorherrschaft der „Kräfte des Kapitals“ und des Imperialismus abzuschaffen und eine politische Herrschaft der „Kräfte der Werktätigkeit“ zu installieren.